# 大槻めぐみ
大槻 めぐみ（おおつき めぐみ、1982年10月6日 - ）は、日本の元女子バレーボール選手。

## 来歴
京都府綾部市出身。母親がママさんバレーをしていた影響で、小学3年よりバレーボールを始める。
京都成安高卒業後、東レアローズに入団。2006年5月に東レを退団し、その後四国Eighty 8 Queenに加入。2007年、エイティエイツのチャレンジリーグ昇格に貢献。チームの主将も務めた。
その後も香川県内の企業に勤めながらプレミアリーグ昇格を目指して活動していたが2009/10シーズン終了をもってエイティエイツを勇退した。
Vリーグ引退後は短大を経て小学校教諭に転身し、地元の綾部市で勤務している。

## 所属チーム
- 中筋小（中筋少女バレーボールクラブ）
- 綾部中
- 京都成安高（現：京都産業大学附属高等学校）
- 東レアローズ（2001-2006年）
- 四国Eighty 8 Queen（2006-2010年）